# 丹尼爾·阿爾西德斯·卡里翁省

丹尼爾·阿爾西德斯·卡里翁省（西班牙語：Provincia de Daniel Alcides Carrión）是秘魯的省份，位於該國中部帕斯科大區，得名于秘鲁医学生丹尼爾·阿爾西德斯·卡里翁，首府是亞納萬卡，始建於1944年11月27日，面積1,887平方公里，2005年人口41,530，人口密度每平方公里22.0人。